# Чемпионат Финляндии по фигурному катанию 2015
Чемпионат Финляндии по фигурному катанию 2015 (фин. SM2015, yksinluistelu ja jäätanssi) — соревнование по фигурному катанию среди спортсменов Финляндии сезона 2014—2015. Чемпионаты Финляндии по фигурному катанию проводятся уже с 1908 года.
Турнир прошёл в городе Вантаа с 19 по 21 декабря 2014 года. Фигуристы соревновались в мужском и женском фигурном катании, а также в спортивных танцах на льду (соревнования в парном фигурном катании на национальном уровне в Финляндии не проводятся уже с 2004 года). Соревнования во всех дисциплинах проводились на «взрослом» и юниорском уровнях.
В соревнованиях среди женщин по причине травмы бедра не принимала участие Юулия Турккила, победительница предыдущего национального чемпионата Финляндии. Самая же титулованная из действующих фигуристок Финляндии, Кийра Корпи, из-за травмы не принимавшая участие в прошлогоднем соревновании, в этом сезоне восстановила форму. Захватив лидерство после короткой программы, она выиграла соревнования, став, таким образом, чемпионкой Финляндии уже в пятый раз. По мнению спортивной редакции YLE, свою мощную и гармоничную произвольную программу она откатала практически безошибочно, очаровав как зрителей, так и жюри. Второе место заняла 15-летняя Йенни Сааринен, победившая год назад в чемпионате Финляндии среди юниоров; бронзовые медали чемпионата — у 15-летней Вивеки Линдфорс. В соревнованиях среди юниоров победила Каролийна Лухтонен.
Лидерство в соревнованиях среди мужчин после короткой программы захватил Валттер Виртанен, серебряный призёр прошлого чемпионата. Он остался первым и после произвольной программы. Для Виртанена это уже вторая золотая медаль национального чемпионата. Второе место занял Томи Пулккинен, третье — Виктор Зубик. Маттиас Верслуйс, чемпион прошлого года, занял четвёртое место (после тяжёлой травмы он возобновил выступления лишь в ноябре 2014 года). В соревнованиях среди юниоров победил Роман Галай.
Чемпионами среди танцевальных пар стали Олесия Карми и Макс Линдхольм. Чемпионы прошлого года Хенна Линдхольм и Осси Канерво не выступали из-за травмы.
По итогам чемпионата была сформирована сборная команда Финляндии на чемпионаты Европы, мира и юниорский чемпионат мира.

## Результаты

### Мужчины
| Место | Имя              | Клуб | Сумма баллов | SP | FS |
| ----- | ---------------- | ---- | ------------ | -- | -- |
| 1     | Валттер Виртанен | Kels | 180,90       | 1  | 1  |
| 2     | Томи Пулккинен   | Jtl  | 171,87       | 2  | 2  |
| 3     | Виктор Зубик     | Hsk  | 154,43       | 3  | 3  |
| 4     | Маттиас Верслуйс | Mtk  | 150,40       | 4  | 4  |
| 5     | Бела Папп        | Kuta | 134,55       | 5  | 5  |

### Женщины
| Место | Имя              | Клуб  | Сумма баллов | SP | FS |
| ----- | ---------------- | ----- | ------------ | -- | -- |
| 1     | Кийра Корпи      | Taptl | 168,00       | 1  | 1  |
| 2     | Йенни Сааринен   | Taptl | 157,00       | 2  | 2  |
| 3     | Вивека Линдфорс  | Esjt  | 147,08       | 3  | 3  |
| 4     | Эмми Пелтонен    | Jtl   | 137,73       | 8  | 4  |
| 5     | Ханна Кивиниеми  | Taptl | 129,02       | 5  | 5  |
| 6     | Беата Папп       | Kuta  | 125,14       | 4  | 6  |
| 7     | Эмилия Тойкканен | Hl    | 119,00       | 9  | 7  |
| 8     | Сейди Рантанен   | Hl    | 116,97       | 7  | 9  |
| 9     | Тимила Шреста    | Jtl   | 115,98       | 6  | 10 |
| 10    | Сера Вяйстё      | Taptl | 114,35       | 10 | 8  |
| 11    | Нелма Хеде       | Hl    | 112,05       | 12 | 11 |
| 12    | Оливия Туува     | Lrl   | 109,25       | 11 | 12 |
| 13    | Юстийна Ниеми    | Esjt  | 104,20       | 13 | 13 |

### Танцы
| Место | Имя                               | Клуб | Сумма баллов | SP | FS |
| ----- | --------------------------------- | ---- | ------------ | -- | -- |
| 1     | Олесия Карми / Макс Линдхольм     | Hl   | 130,42       | 1  | 1  |
| 2     | Сесилия Тёрн / Юссивилле Партанен | Hl   | 129,00       | 2  | 2  |